# Hans-Otto Meissner

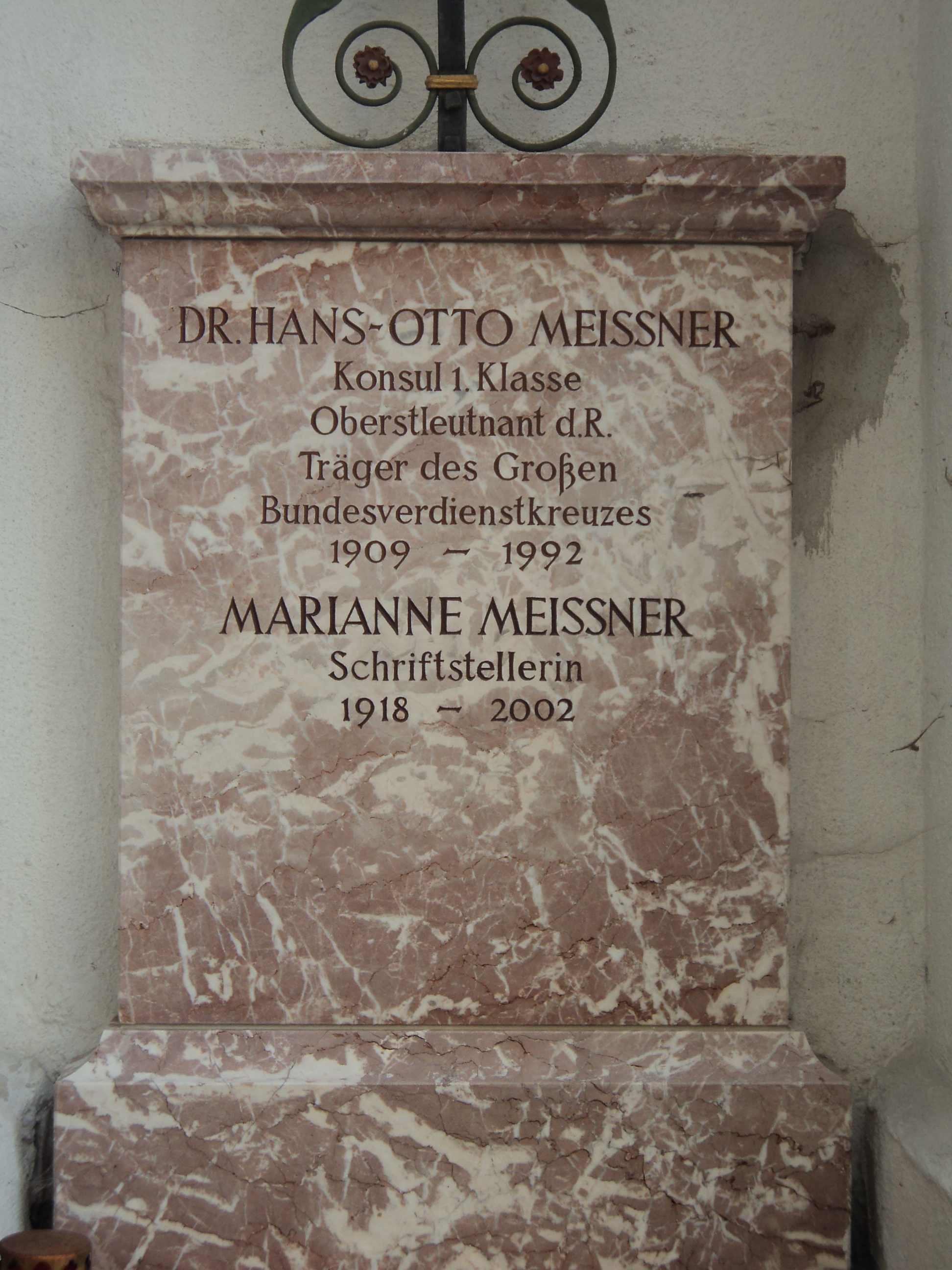
Grabstein von Hans-Otto Meissner und seiner Ehefrau Marianne in Unterwössen

Hans-Otto Meissner (* 4. Juni 1909 in Straßburg; † 8. September 1992 in Unterwössen) war ein deutscher Diplomat, Schriftsteller und Großwildjäger.

## Leben und Wirken

### Kindheit und Jugend
Hans-Otto Meissner wurde 1909 als ältestes von zwei Kindern des Juristen und Staatsbeamten Otto Meissner und seiner Ehefrau Hildegard Roos im  damals deutsch-elsässischen Straßburg geboren. Eine jüngere Schwester, Hildegard Meissner, kam 1916 zur Welt.
Den Ersten Weltkrieg verbrachte Meissner mit seiner Mutter und Schwester in Straßburg, während der Vater als Offizier an verschiedenen Fronten und ab 1918 als Diplomat in der Ukraine eingesetzt wurde. Obwohl die Familie aufgrund ihrer Abstammung – beide Elternteile sowie einige Großeltern waren im Elsass geboren worden – auch nach der Annexion des Elsass durch Frankreich bei Kriegsende weiterhin das Bleiberecht im nunmehr französischen Straßburg besaß, siedelte sie anlässlich der Ernennung von Otto Meissner zum Leiter des Büros des ersten Reichspräsidenten der im Frühjahr 1919 gegründeten Weimarer Republik, Friedrich Ebert, nach Berlin über.
Da Otto Meissner als engster Mitarbeiter des deutschen Staatsoberhauptes – zunächst bis 1925 Ebert, dann bis 1934 Paul von Hindenburg – gehalten war, sich stets zu dessen Verfügung zu halten, bezog er eine eigene Dienstwohnung im Reichspräsidentenpalais (Wilhelmstraße 73) im Berliner Regierungsviertel, in der sein Sohn den Rest seiner Kindheit verbrachte. Seine Erlebnisse und Beobachtungen als Mitglied des Haushaltes des Staatsoberhauptes in den Jahren 1919 bis 1934 hat Hans-Otto Meissner später in einem Memoirenband (Junge Jahre im Reichspräsidentenpalais) festgehalten.
Nach dem Besuch des Mommsen-Gymnasiums, des Wilhelm-Gymnasiums, des Falck-Realgymnasiums und des Arndt-Gymnasiums in Berlin-Dahlem (Abitur 1929) begann Meissner mit dem Studium der Fächer Rechtswissenschaften und Volkswirtschaft. In den Jahren 1929 bis 1933 besuchte er die Universitäten Heidelberg, Lausanne, Grenoble, Freiburg im Breisgau, Berlin und Göttingen sowie das Trinity College der britischen University of Cambridge. In Cambridge gehörte dabei unter anderem John Maynard Keynes zu seinen Dozenten. Bereits in seiner Studienzeit begann Meissner für verschiedene Zeitungen und Zeitschriften Artikel zu schreiben, unter anderem für den Querschnitt. Das Referendarexamen bestand er am 20. Juli 1933.

### Zeit des Nationalsozialismus
Nach dem Abschluss seines Studiums an der Universität Göttingen arbeitete Meissner 1933 zunächst einige Monate im preußischen Justizdienst. Im Dezember 1933 bestand er das Eintrittsexamen für den Auswärtigen Dienst. Am 12. Dezember 1933 wurde er in die SS (SS-Nummer 241.955) aufgenommen, und zwar in die so genannte Motor-SS (seit dem 1. Mai 1940 im Rang eines Hauptsturmführers). Nach Meissners eigenen Angaben in seiner Autobiographie soll Josias zu Waldeck und Pyrmont ihm diese Mitgliedschaft nahegelegt haben.
Im Februar 1934 trat Meissner als Beamter des höheren Dienstes im Rang eines Attachés in den diplomatischen Dienst ein. Er gehörte zunächst der Abteilung IV „Osteuropa, Skandinavien, Ostasien“ an. Zu den jungen Führungsbeamten, die mit ihm in den Staatsdienst kamen, zählte unter anderem Ernst vom Rath.
1934 wurde Meissner in der Kaserne der Leibstandarte SS Adolf Hitler in Lichterfelde, der ehemaligen Hauptkadettenanstalt – in die er gemeinsam mit anderen Mitgliedern der Berliner Gliederung der Motor-SS beordert worden war, um im Falle einer SA-Erhebung die Anstalt zu verteidigen –, Augenzeuge von Exekutionen, im Zuge der als „Röhm-Putsch“ bekannten politischen Säuberungswelle.
Am 1. November 1934 wurde Meissner mit einer Dissertation über Vollmacht und Ratifikation bei völkerrechtlichen Verträgen nach deutschem Recht zum Dr. jur. promoviert.
Vom August 1935 bis März 1936 war Meissner an der deutschen Botschaft in London beschäftigt. Nach dem Bestehen der diplomatisch-konsularischen Prüfung am 24. Juni 1936 wurde er im September desselben Jahres an die deutsche Botschaft in Tokyo entsandt. Dort war er von Dezember 1936 bis Dezember 1938 – seit Juli 1938 im Rang eines Legationssekretärs – unter Botschafter Eugen Ott tätig. Zum 1. Dezember 1936 trat Meissner der NSDAP bei (Mitgliedsnummer 3.762.629). Am 22. September 1937 heiratete er Estelle Dittenberger (* 24, September 1913 in Aigle). Aus der Ehe ging eine Tochter hervor, Andrea Carrasco-Meissner (* 1. März 1943). Von März 1939 bis zur Kriegserklärung am 3. September 1939 wurde er erneut an der deutschen Botschaft in London eingesetzt.
Von September 1939 bis März 1940 wurde er in der Informationsabteilung des Auswärtigen Amtes in Berlin im Referat II (Militärischer Nachrichten- und Propagandadienst) beschäftigt, danach von März bis Juli 1940 an der deutschen Botschaft in Moskau. Vom August 1940 bis Januar 1941 diente er in der Wehrmacht (XXXXI. Armeekorps), von Januar 1941 bis März 1941 wurde er erneut an der Botschaft in Moskau eingesetzt. Es folgte von März bis Dezember 1941 erneuter Dienst im XXXXI. Korps, in dem er bis zum Oberleutnant der Reserve (ab 1. November 1941) befördert wurde. Nach einer Verwundung an der Ostfront in der Panzerschlacht an der Dubysa im Dezember 1941 kehrte er in den diplomatischen Dienst zurück.
Nachdem er bereits im August 1941 den Rang eines Gesandtschaftsrates erhalten hatte, wurde Meissner im Dezember mit der Amtsbezeichnung eines Konsuls die Leitung des deutschen Generalkonsulats in Mailand übertragen, das er bis 1945 führte. Er hatte dabei auch die Funktion des Kulturreferenten inne. In dieser Funktion nahm er an der Tagung der Antijüdischen Auslandsaktion unter Horst Wagner Anfang April 1944 in Krummhübel teil, wo sich zwölf Mitarbeiter des Auswärtigen Amtes über die Intensivierung der judenfeindlichen Propaganda berieten. Laut Tagungsprotokoll empfahl Meissner, „bei der antijüdischen Informationsarbeit in Italien die starke jüdische Beteiligung an verbotenen Handlungen (Schwarzhandel, Sabotage usw.) herauszustellen“. Der Historiker Sebastian Weitkamp bewertet die im Tagungsprotokoll dokumentierten Aussagen Meissners als „Vorschläge zur Intensivierung der antisemitischen Propaganda“. Am 1. Mai 1944 wurde Meissner zum Konsul I. Klasse ernannt.
Im Mai 1945 wurde Meissner, zwei Wochen nach Kriegsende, gemeinsam mit seinem Konsulatspersonal von amerikanischen Truppen bei Bellagio verhaftet und im Gefangenenlager Nr. 334 bei Scandicci interniert. Nach einigen Wochen in diesem Lager wurden er und seine Mithäftlinge in ein komfortables Lager in einer Hotelanlage im Badeort Salsomaggiore verlegt. Meissner selbst meinte später, dass wahrscheinlich ein briefliches Hilfeersuchen seinerseits an Papst Pius XII. – seit seiner Zeit als Nuntius im Berlin der 1920er Jahre ein enger Freund der Familie Meissner – zu dieser Verbesserung der Situation geführt habe.

### Nach 1945
Nach dem Krieg bestritt Meissner die Echtheit des Tagungsprotokolls der Krummhübler Tagung vom April 1944 und leugnete bei einer Vernehmung in alliierter Haft am 29. April 1947, seine dort dokumentierten antisemitischen Vorschläge gemacht zu haben. Nach seiner Entlassung aus der amerikanischen Internierung im Oktober 1947 betätigte Meissner sich als freiberuflicher Journalist und Schriftsteller. Bis 1991 veröffentlichte er zahlreiche Reiseberichte, Romane und Lebensbeschreibungen großer Entdecker. Hinzu kamen autobiographische Schriften sowie Werke zur jüngeren Zeitgeschichte. Seine Bücher wurden in zahlreiche Sprachen übersetzt, u. a. ins Bulgarische, Dänische, Englische, Finnische, Französische, Italienische, Niederländische, Norwegische, Polnische, Portugiesische, Russische, Schwedische, Slowenische, Spanische und Tschechische.
Daneben trat er öffentlich als Präsident des Deutschen Instituts für Lebensformen hervor, ein Amt, in das er am 28. Juni 1953 in Bad Pyrmont auf dem Gründungskongress der Gesellschaft gewählt wurde. Seine Wahl wurde begründet mit seinen „Verdienste[n] um die Wiederbelebung kultivierter Umgangsformen“. 1956 heiratete Meissner in zweiter Ehe die Schriftstellerin Marianne Mertens. Meissner und seine Ehefrau Marianne sind auf dem Friedhof der katholischen Pfarrkirche St. Martin in Unterwössen bestattet.
Trotz vereinzelter Kritik wegen seiner Vergangenheit als NS-Diplomat wurde Meissner im Nachkriegsdeutschland mit zahlreichen Ehrungen bedacht. 1986 bekam er auf Vorschlag von Franz Josef Strauß das Große Bundesverdienstkreuz verliehen. In diesem Zusammenhang kam es zu Kontroversen wegen seiner Teilnahme an der Krummhübler Tagung, wobei Meissner sich darauf berief, ahnungslos zu der Tagung gefahren zu sein.

## Schriften (Auswahl)
Meissners Werk als Schriftsteller lässt sich in sechs Gruppen einteilen:

### Bücher zur Zeitgeschichte und Erinnerungen
- (mit Erich Ebermayer und Hans Roos): Gefährtin des Teufels. Leben und Tod der Magda Goebbels. Hoffmann und Campe, Hamburg 1952.
  - überarbeitete Neuausgabe unter dem Titel: Magda Goebbels. Ein Lebensbild. Blanvalet, München 1978.
- Als die Kronen fielen. Brühlscher Verlag, Gießen 1956 (über die Novemberrevolution 1918).
- Die Machtergreifung. Ein Bericht über die Technik des nationalsozialistischen Staatsstreichs. Mit Harry Wilde. J. G. Cotta'sche Buchhandlung Nachf., Stuttgart 1958.
  - überarbeitete Neuausgabe unter dem Titel: 30. Januar 1933. Hitlers Machtergreifung. Heyne, München 1979.
- Der Fall Sorge. Tatsachenbericht. Heyne, München 1977.
- Straßburg, o Straßburg. Eine Familiengeschichte. Bechtle Verlag, Esslingen und München 1988, ISBN 3-7628-0448-6.
- Junge Jahre im Reichspräsidentenpalais. Erinnerungen an Ebert und Hindenburg 1919–1934. Bechtle Verlag, Esslingen und München 1988, ISBN 3-7628-0469-9.
- In stürmischer Zeit. Als Diplomat in London, Tokio, Moskau, Mailand. Bechtle Verlag, Esslingen und München 1990, ISBN 3-7628-0491-5.

### Autobiographische Reiseberichte
- Tigerjagd in Siam. Franz Schneider, München 1954.
- Ich ging allein ... Auf Grosswildjagd in Afrika. Brühlscher Verlag, Gießen 1955.
- Fernost. Abseits der großen Strassen. Brühlscher Verlag, Gießen 1958.
- Unbekanntes Europa. Ein Brevier für Abenteuer abseits der grossen Straßen. Cotta, Stuttgart 1959.
- Bezaubernde Wildnis. Wandern, Jagen, Fliegen in Alaska. Cotta, Stuttgart 1963.
- Das fünfte Paradies. Australien – Menschen, Tiere, Abenteuer. Cotta, Stuttgart 1965.
- Traumland Südwest. Südwest-Afrika – Tiere, Farmen, Diamanten. Cotta, Stuttgart 1968.
- Wildes, rauhes Land. Reisen und Jagen im Norden Kanadas. Bertelsmann, Gütersloh 1969.
- Das Wunder der aufgehenden Sonne. Japan zwischen Tradition und Fortschritt. Bertelsmann, Gütersloh 1970.
- Im Zauber des Nordlichts. Reisen und Abenteuer am Polarkreis. Bertelsmann, Gütersloh 1972.
- Herrlich wie am ersten Tag. Bertelsmann, Gütersloh 1973.
- Abenteuer Persien. Bertelsmann, Gütersloh 1975.
- Der Stern von Kalifornien. Reisen und Abenteuer im Südwesten der USA. Bertelsmann, Gütersloh 1976.
- Es war mir nie zu weit. Reisen und Abenteuer in aller Welt. Bertelsmann, München 1977.
- Inseln der Südsee. Sieben Reisen ins Paradies. Bertelsmann, München 1979.
- Eisenbahn-Safari. Auf Schienen durch fünf Kontinente. Bertelsmann, München 1980.
- Der kalte Süden. 12000 Seemeilen durch antarktische Gewässer. Bertelsmann, München 1982.
- Rund um Kap Horn. Bei Wassernomaden, Schafzüchtern und Goldsuchern auf Feuerland. Bertelsmann, München 1987.
- Himalaya. Reisen durch Nepal, Bhutan, Tibet, Sikkim und Ladakh. Bertelsmann, München 1991.

### Biographien großer Entdecker
erschienen als die Reihe Die Abenteuer der Weltentdeckung
- Kundschafter am St. Lorenzstrom: Champlain 1609. Cotta, Stuttgart 1966.
- Im Alleingang zum Mississippi: Radisson 1660. Cotta, Stuttgart 1966.
- Louisiana für meinen König: La Salle 1682. Cotta, Stuttgart 1966.
- ... immer noch 1000 Meilen zum Pazifik: Mackenzie 1792. Cotta, Stuttgart 1966.
- Ich fand kein Gold in Arizona: Coronado 1542. Cotta, Stuttgart 1967.
- In Alaska bin ich Zar: Baranow 1800. Cotta, Stuttgart 1967.
- Der Kaiser schenkt mir Florida: De Soto 1540. Cotta, Stuttgart 1967.
- Durch die sengende Glut der Sahara: Rohlfs 1865. Cotta, Stuttgart 1967.
- Der Kongo gibt sein Geheimnis preis: Stanley 1871. Cotta, Stuttgart 1968.
- An den Quellen des Nils: Emin Pascha 1885. Cotta, Stuttgart 1969.
- Meine Hand auf Mexico: Cortés 1519. Cotta, Stuttgart 1970.
- Mein Leben für die weiße Wildnis: Amundsen 1905. Cotta, Stuttgart 1971.
- Spähtrupp durch die Rocky Mountains: Lewis und Clark 1803–1806. Mundus-Verlag, Stuttgart 1979, ISBN 3-88385-083-7.

### Weitere Sachbücher
- Man benimmt sich wieder. Brühlscher Verlag, Gießen 1950.
  - Neuausgabe unter dem Titel: Takt und gutes Benehmen. Ein Ratgeber für jede Gelegenheit. Für die Schweiz bearbeitet von Alice Bickel. Schweizer Verlagshaus, Zürich 1971.
- So schnell schlägt Deutschlands Herz. Brühlscher Verlag, Gießen 1951.
- So schnell dreht sich die Welt. Brühlscher Verlag, Gießen 1951.
- Der Weg nach oben. Die Strategie im Lebenskampf. Brühlscher Verlag, Gießen 1954.
- Völker, Länder und Regenten. Brühlscher Verlag, Gießen 1956.
- Die überlistete Wildnis. Vom Leben und Überleben in der freien Natur. Bertelsmann, Gütersloh 1967 (eines der ersten umfassenden Werke zum Thema Survival in deutscher Sprache).

### Faktengestützte Romane, die historische Ereignisse adaptieren
- Auch Lawinen sind nur Schnee. Brühlscher Verlag, Gießen 1951.
  - Neuausgabe unter dem Titel: Versprechen im Schnee. Goldmann, München 1979.
- Der Fall Sorge. Roman nach Tatsachen. Andermann, München 1955.
- Alatna. Mohn, Gütersloh 1964.
  - Neuausgabe unter dem Titel: Duell auf Leben und Tod. Abenteuerroman. Heyne, München 1974.
- Captain zu verkaufen. Ein heiterer Roman nach traurigen Tatsachen. Mohn, Gütersloh 1968.
- Die verschollenen Schiffe des Lapérouse. Bertelsmann, München 1984.

### Weitere Jugendromane
- Hassans schwarze Fracht. Boje-Verlag, Stuttgart 1960.